# Марк Азиний Агрипа
Марк Азиний Агрипа (на латински: Marcus Asinius Agrippa;* 8 пр.н.е.; † 26/27 г.) е политик и сенатор на ранната Римска империя.

## Биография
Произлиза от фамилията Азинии Внук е на историка Гай Азиний Полион (консул 40 г. пр.н.е.) и на Квинкция, дъщеря на Луций Квинкций. Марк е вторият син на Гай Азиний Гал Салонин (консул 8 пр.н.е.) и Випсания Агрипина, бивша съпруга на Тиберий и двамата имат 6 деца. Брат е на Гай Азиний Полион II (консул 23 г.) и на Сервий Азиний Целер (суфектконсул 38 г.) и половин брат на Юлий Цезар Друз, единственият син на император Тиберий и майка му Випсания Агрипина.
През 25 г. Марк Азиний Агрипа е консул заедно с Кос Корнелий Лентул.
Марк Азиний Агрипа умира през 26/27 г.

## Деца
- Марк Азиний Марцел (консул 54 г.).